# Amparo Muñoz
Amparo Muñoz Quesada (Vélez-Málaga, provincia de Málaga, 21 de junio de 1954-Málaga, 27 de febrero de 2011) fue una actriz y modelo española, ganadora del certamen de belleza Miss Universo 1974. A lo largo de su carrera, recibió varios reconocimientos por sus logros actorales, entre ellos el premio a Mejor actriz secundaria en el Festival de Cine de Bruselas por Mamá cumple cien años, película nominada al Premio Oscar a la mejor película extranjera y ganadora del Premio Especial del Jurado en el Festival de Cine de San Sebastián, así como una nominación a la Palma de Oro en el Festival de Cannes por la película Dedicatoria.

## Biografía
Nació en Vélez-Málaga el 21 de junio de 1954, ella nació en una familia humilde formada por un forjador y una ama de casa. Fue la mayor de seis hermanos. Los recursos se hacían escasos para una prole tan numerosa, así que se crio con sus padrinos, que no tenían hijos. La estrechez económica familiar no le permitió estudiar más que la etapa elemental y comenzó a trabajar como dependienta en los desaparecidos Almacenes Mérida. Tras varios cursos de taquigrafía y mecanografía, pudo emplearse como secretaria en el Diario Sur.
El mismo director del Diario Sur la animó a presentarse al certamen Miss Costa del Sol, aprovechando la doble circunstancia de que se celebraba en Vélez-Málaga (Málaga) y de tratarse de un evento en el que el rotativo era patrocinador. Amparo Muñoz renunció al título Miss Arroyo de los Ángeles, pero motivada por un viaje a Lanzarote como premio final, se presentó y se llevó el título de Miss Costa del Sol. Cuando fue a la organización a reclamar el viaje, única razón por la que había participado, le dijeron que no cubrirían su estancia en la isla si no participaba en el certamen de Miss España. En 1973, y con 19 años, fue elegida Miss España. Ese mismo año se puso, por primera vez, ante las cámaras en la película española Vida conyugal sana junto con Ana Belén y José Sacristán, dirigida por Roberto Bodegas. Continuó con un par de incursiones más en el campo cinematográfico, hasta que fue reclamada para cumplir los términos del contrato que la llevó al concurso Miss Universo.

### Miss Universo
En 1974 Filipinas se volcó en el certamen internacional de Miss Universo con el objetivo de difuminar la dictadura y cumplir el capricho de Imelda Marcos su primera dama. Con un espectáculo televisivo seguido por más de seiscientos millones de espectadores en todo el mundo, Amparo Muñoz se alzaba como ganadora del título de Miss Universo, evento que se celebró en Manila. 

Después de treinta años, todavía recuerdo con terror mi experiencia como Miss Universo. Tanto que aprendí a dormir sentada: tumbada en la cama daba una cabezada durante una o dos horas y enseguida volvía el pánico a todo lo que me estaba ocurriendo, a todo lo que veía. Recuerdo una noche en la que Miss Filipinas me invitó a una fiesta en el ático del hotel y me encontré que la fiesta era especial: hombres y mujeres en grupos de dos, tres y hasta más personas se abrazaban y besaban. Era una auténtica bacanal. Por no hablar de las propuestas de entrar en el mundo de la prostitución.
Amparo Muñoz

En Nueva York la organización le dijo que su vida era poco vendible y que querían inventarle una biografía, a lo que se negó, si bien contrataron a una chaperona que la espiaba y escuchaba sus conversaciones telefónicas. Al llegar a Honduras se desmayó en un evento, tras el cual los médicos prohibieron volar a México para evitar problemas con la altura, pero la organización no respetó las órdenes médicas. En Francia volvió a sufrir un desmayo que la empujó a consultar un abogado para estudiar la forma de romper su contrato con la organización Miss Universo. Su dictamen fue rotundo: «No hay forma legal de romper el contrato. Durante un año al menos estás atada a ellos». Su reinado estuvo marcado por la polémica al negarse a ser manipulada por la organización que le exigía acudir a eventos de entidades que buscaban su imagen como parte de su publicidad. Sintiéndose un objeto de negocio, rechazó participar en la cabalgata de Nueva York junto a Robert De Niro y Al Pacino, viajando rumbo a Málaga para pasar las fiestas en familia. Desde Málaga anunció que no viajaría a Tokio, su próximo destino. Tras seis meses de reinado renunciaba por completo a la corona, algo que tendría como consecuencia múltiples amenazas por parte de la organización. Con su renuncia aceptaba también perder el dinero restante estipulado, así como los coches y otros regalos. Nunca antes una Miss Universo había dimitido.

No volví a acercarme a un concurso de belleza ni conservo amistades relacionadas con ese mundo. No reniego de mi paso por los concursos de belleza. Al contrario, me abrieron los ojos al mundo.
Amparo Muñoz

## Carrera cinematográfica
Estudió en la Escuela de Interpretación de Cristina Rota, en Madrid.
Amparo consiguió su primer papel gracias al productor José Luis Dibildos para la película Vida conyugal sana de Roberto Bodegas y protagonizada por Ana Belén, Alfredo Mayo y José Sacristán. En 1980 rodó en México ante las cámaras en la película mexicana El diablo en persona junto Valentín Trujillo y Eduardo de la Peña, dirigida por Edgardo Gazcón.
Desde pequeña se sintió atraída por el mundo del arte y la interpretación, su verdadera gran pasión desde que una vez se saltara una clase para asistir, en el difunto cine Astoria, a la proyección de Un hombre llamado caballo. Tras abandonar Miss Universo decidió ser actriz para poder llegar a cumplir un sueño. El comienzo de su carrera cinematográfica coincidió con el auge comercial del destape, interpretando personajes cada vez más relevantes en películas como Tocata y fuga de Lolita, de Antonio Drove; Sensualidad, de Germán Lorente y junto a Fernando Fernán Gómez y Clara es el precio, de Vicente Aranda. Aranda resalta su “belleza e impresionante fotogenia. Antes del estreno las entradas subieron a 100 pesetas, pero eso no impidió que fuera la película de Amparo Muñoz que más ha recaudado, por encima de El Lute. Y eso se debió al morbo que despertaba Amparo”. En 1976 protagonizó La otra alcoba  de Eloy de la Iglesia. Para esta película Amparo efectuó su primer desnudo en pantalla. Rodada en Madrid la película obtuvo un notable éxito comercial: registró más de 1.400.000 espectadores durante su pase por las carteleras.. En 1981 volvería a rodar bajo las órdenes de Eloy la película La mujer del ministro, en la que volvería a coincidir con Simón Andreu.
En 1976 participa en la serie de televisión infantil Las aventuras del Hada Rebeca para Televisión española. Su carrera filmográfica se continúa con  Mauricio, mon amour (1976), Volvoreta (1976), Acto de posesión (1977), Del amor y de la muerte (1977), Experiencia extramatrimonial de una esposa (1978), El tahúr (1979),  y  Mírame con ojos pornográficos (1980). Amparo rechazó contratos en el cine estadounidense y trabajos en publicidad, a cambio de continuar en España con su familia. En los años sucesivos Amparo logró consagrarse como actriz y obtuvo el beneplácito de la crítica con Mamá cumple cien años, de Carlos Saura y que protagonizó junto a Geraldine Chaplin. La película fue nominada por la Academia de las Artes y las Ciencias Cinematográficas de Hollywood al Premio Oscar a la mejor película extranjera y ganó el Premio Especial del Jurado en el Festival de Cine de San Sebastián en 1979. Amparo ganó el premio a Mejor actriz secundaria en el Festival de Cine de Bruselas. 
El éxito le facilitó su intervención en títulos de la importancia de Dedicatoria (Jaime Chávarri, 1980);  El Gran Triunfo (1981); Como México no hay dos (1980), Las siete cucas (1981), Trágala, perro (1981), Si las mujeres mandaran (o mandasen) (1982); Hablamos esta noche (Pilar Miró, 1982); El gran mogollón (1982); Todo un hombre (1983). En 1984 interpretó a La Mujer en la película El balcón abierto de Jaime Camino en homenaje a Federico García Lorca y al año siguiente protagonizó La reina del mate. En 1986 se estrenaron Lulú de noche (Emilio Martínez Lázaro, 1985) y Delirios de amor (1985). Fue portada de prestigiosas publicaciones de moda y protagonizó desfiles como el de la firma francesa Cacharel. Con la película Dedicatoria estuvo nominada a la Palma de Oro en el Festival de Cannes.
En abril de 1987, al finalizar el rodaje de Vidas privadas, la actriz fue detenida en una redada policial a causa de la droga. Con todo, ese año interviene junto a Giuliano Gemma en Al acecho de Gerardo Herrero y estrena en el cine tres películas: Las dos orillas, En penumbra y Los invitados, en la que interpreta a La Catalana.
En 1989 protagoniza La luna negra de Imanol Uribe y participa, como actriz invitada, en un capítulo de la serie Brigada Central, pero la actriz es detenida de nuevo cuando compraba heroína en Barcelona. Durante el verano, tras recuperarse momentáneamente de su adicción, intervino en dos capítulos de la serie de TVE Sonatas de estío, dirigida por Fernando Méndez-Leite, en la que interpreta el papel de Niña Chole y en la serie Las pícaras.
El escándalo de la heroína le costó ocho años de profesión en los que solo Jaime Chávarri le ofreció actuar en el corto La intrusa, inspirado en un cuento de Jorge Luis Borges y que sirvió de primer capítulo de la serie homónima de TVE, aunque para la serie no contaron con la actriz. En 1996 el director y actor Paul Naschy la llamó para protagonizar Licántropo: el asesino de la luna llena, con la que logró abrirse de nuevo las puertas del cine. Ese mismo año se estrenó Familia de Fernando León de Aranoa, que consiguió con esta el Premio Goya al mejor director novel, y que dijo años después: «Lo que más me gusta de Amparo es su naturalidad. Con su mirada puede ser muy dulce y muy dura. Tiene una gran mezcla de fuerza y fragilidad. Es la bomba, la actriz más profesional con la que he trabajado». Después de la excelente acogida de su interpretación en el Festival Internacional de Cine de Miami y el éxito por parte de la crítica internacional, los medios empezaron a hablar de su resurrección artística. En 1997 participó en Fotos de Elio Quiroga y en  Elles junto a Miou-Miou, Carmen Maura y Marisa Berenson, en las que parecía que iba a destruirse su fama de actriz errática y problemática. Consiguió abandonar sus adicciones durante un breve tiempo hasta que volvió a manejar grandes sumas de dinero, lo que la sumergió de nuevo en las drogas. En 1999 estrenó sus últimas películas, Tierra de cañones (de Antoni Ribas) y Un paraíso bajo las estrellas (de Gerardo Chijona), antes de enfermar y retirarse del cine. En 2008 recibió el Premio Archidona Cinema en el Festival del Cine de Archidona.

## Vida personal

### Matrimonios y relaciones
En 1976 coincidió en el rodaje de La otra alcoba con quien se convirtió en su primer marido, el actor y cantautor Patxi Andión. Para Amparo, aquel matrimonio fue «un calvario por los celos continuos e infundados de Patxi. De él solo tengo malos recuerdos. Lo pisoteó todo y me anuló». La decisión de Amparo de volver a trabajar en el cine, a lo que se oponía Patxi, agravó la crisis en su matrimonio y, año y medio después de haber pasado por el altar, decidió separarse. Amparo contaría años después, en sus memorias, que Andión le decía que era una “mala actriz que solo servía para desnudarse y que su sitio era el hogar”. Se separaron en 1978 y en 1983 se divorciaron.

Patxi me maltrataba, no podía soportar más mi situación a su lado. Me quedé embarazada y tuve un aborto espontáneo. El embarazo no llegó al cuarto mes. Los primeros dolores se presentaron una noche. Como estábamos enfadados, no le dije nada. Cuando a mediodía no pude aguantar más, nadie me hizo caso. Al tercer día, no había forma de controlar la hemorragia. Intentaba no quejarme. Pensaba que si me hacía la fuerte, tal vez podría salvar al niño. Patxi, por supuesto, no estaba en casa. Patxi convirtió la convivencia en un infierno. Es mi experiencia con él, no trato de insultarle ni de fastidiarle, pero no puedo hablar bien de él, no sería sincera. Creo que mi matrimonio con él y la posterior ruptura son la clave de muchos errores que he cometido después.
Amparo Muñoz

Tras separarse de Patxi Andión, estuvo unida sentimentalmente al productor de cine Elías Querejeta, que estaba casado y tenía una hija, Gracia Tras años conviviendo juntos, la relación finalizó cuando Amparo le pidió que se divorciara, a lo que el productor le dijo que no por su hija. Tras la ruptura siguieron siendo grandes amigos. “Junto a mi padre, Querejeta ha sido uno de los hombres más influyentes en mi vida“. Poco antes de fallecer en febrero de 2011, la propia Amparo confesó: «Querejeta fue una de las poquísimas personas que se preocuparon por mí cuando caí enferma. Eso no lo podré olvidar».
En 1980 conoció en México al anticuario chileno Flavio Labarca con el que se casó en Bali en junio de 1983, aunque sin validez este matrimonio en España. Labarca había ingresado en Carabanchel en 1981 tras su detención con 150 gramos de cocaína y fue el hombre que introdujo a Amparo en la droga. Juntos buscaron fortuna en Manila, la pesadilla de la ex Miss Universo, pero también una puerta a la prosperidad, ya que allí seguía siendo un icono, especialmente entre la comunidad gay. Se separó de Labarca y en febrero de 1991 la actriz contrajo matrimonio, por tercera vez, con Víctor Santiago Rubio Guijarro, del que se separó en 1994. En 1996 declaró sentirse ilusionada por empezar los trámites para adoptar un hijo.

Durante un paseo al atardecer por el Puerto de Venecia, Flavio se detuvo junto a un barco. Extendió una mezcla de heroína y cocaína sobre la lona que lo cubría. Me dijo: «No seas tonta, pruébala. No te va a pasar nada. Verás lo bien que te sientes». Flavio me inició en la droga, pero uno se mete en eso porque quiere. Empecé a tontear por desconocimiento, por falta de información. Tuve muchas decepciones personales y profesionales, lo pasé mal y me agarré a eso. Tenía éxito, pero eso no significaba que fuera feliz.
Amparo Muñoz

En su libro de memorias escribió que tuvo relaciones sentimentales con el actor Máximo Valverde, el cantante Antonio Flores, el actor José Coronado y un político de la Transición al que no identificó. Valverde se refirió toda su vida a Amparo como «la mujer a la que más he querido de todas las mujeres a las que he amado».

Yo la he querido mucho. Era una mujer inocente y que no sabía nada de la vida. Quería protegerla. Después de despertarme y verla dormida a mi lado, pensaba que me podía morir tranquilo
Máximo Valverde

### Imagen
Muñoz empezó a verse guapa cinco años después de ser Miss Universo. En sus memorias cuenta que un día Antonio Asensio, el que fuera presidente del Grupo Zeta, la invitó a cenar y le ofreció un contrato de cinco películas. Aquella misma noche, cuando llegó a casa, al quitarse el maquillaje pensó: «pues realmente no estoy nada mal». En cuanto a los concursos de belleza: «A mí estos concursos siempre me han parecido una utilización de la mujer. Me parece lícito que una chica los utilice como trampolín, pero yo me presenté a rastras». Tras seis meses de tortuoso reinado, durante los cuales le diagnosticaron una depresión nerviosa, en enero de 1975 se plantó, «harta de ser tratada como una muñeca». Fue la única Miss que rechazó el título en la historia del certamen.

No me arrepentiré nunca de haber sido la primera Miss Universo que supo decir: «¡Basta!» Tampoco reniego, al contrario, me abrireron los ojos al mundo. Volví para empezar de nuevo con el mismo deseo de comerme al mundo, con la tranquilidad de haber sido fiel a mis sentimientos y coherente con la mentalidad de una chica de veinte años. Medí fuerzas con un gigante. Y yo no era David. La belleza me abrió las puertas, pero también me acercó al precipicio.
Amparo Muñoz

Muchos directores se refirieron a la actriz. Carlos Saura decía que «Amparo parecía como de otro planeta; podía mirarla durante horas», y a Jaime Chávarri le daba igual que le acusaran de machista por decir: «Quitaba el aliento. Y no es que fuera provocativa; estaba en su esencia ser así». Para Eloy de la Iglesia, «su atractivo (refiriéndose a su antigua musa) está más en la sexualidad que reprime que en la que extrovierte». Vicente Aranda resalta su «belleza e impresionante fotogenia. A pesar de subir las entradas 100 pesetas fue la película mía que más ha recaudado. Y eso se debió al morbo que despertaba Amparo».

Había estado escondida más allá de su rostro.
Se había desvanecido al cerrarse un abrigo
sobre su desnudez, la baldosa polar
que fue también cien años de una mansión vacía.
No quiso ser su historia, pero al final lo fue,
y fue la niña guapa de la Costa del Sol:
una iluminación hacia el futuro
que había de refundir el metal de los sueños.
Fueron esos sus años de esplendor:
se elevó sobre el mundo, fue una diosa en Manila,
reconoció la sábana de raso
deslizada en su piel como el girasol tierno
para después volver su sonrisa a los focos.
Así recuperó su retrato en Familia,
pero era ya otra voz resquebrajada,
porque eran ya unos ojos que habitaron
el eco de un abismo, los que resplandecieron.
Había que sumergirse, bucear en los párpados
que no podían guardar una espina secreta:
la vida siempre ha sido
una mala escritora de guiones,
le dice Humphrey Bogart a Ava Gardner
en La condesa descalza.
Ella no fue condesa, pero sí caminó
descalza por la lumbre de la vida
hasta curtir las plantas de sus pies
con una geografía de cortes invisibles.
En ese itinerario dibujando el alambre
habría de macerar la mejor biografía:
la de una reconquista, la de una resistencia,
poder reconocerse otra vez en sí misma.
Nada puede acabar con la belleza si es una plenitud del corazón.
Joaquín Pérez Azaústre

En ocasiones la belleza me ha salvado, como cuando pasaba un mal momento y me ofrecieron portadas en revistas, pero otras veces he deseado rajarme la cara.
Amparo Muñoz

### Drogas
En 1987 en España fue detenida por presunta posesión de heroína en Barcelona dentro de la 'Operación Primavera', una redada en la que cayeron 700 personas. Aunque a efectos penales aquello no tuvo consecuencias, la repercusión sobre su imagen fue brutal. En julio de 1989 unos desconocidos le propinaron una paliza, como consecuencia de la cual fue ingresada con múltiples contusiones. 
En 1990 el diario Ya publicó en portada un artículo de Rosa Villacastín en el que aseguraba que «el SIDA pone a Amparo Muñoz al borde de la muerte». El semanario Tribuna reseñaba que «la psicosis se ha despertado no sólo en los ambientes nocturnos en los que se movía la actriz, sino también entre quienes han trabajado con ella en sus últimas películas». Dos días más tarde se daba por hecho que se encontraba en «fase terminal», lo que la actriz desmintió con análisis médicos en el programa de Julián Lago La máquina de la verdad.
En el mismo programa el periodista Jesús Mariñas farfulló que la actriz practicaba la prostitución, una acusación que la hizo llorar.
El escándalo le costó ocho años de profesión y tener que vender inmuebles. Empezó a practicar budismo en Málaga y, en 1997, se trasladó al centro budista karpama Mikyo Dorje, en Gulina, cerca de Pamplona. Viajó a India y a Nepal.

### Enfermedad
En la primavera de 1991, Amparo sufrió una pancreatitis aguda y la factura del hospital subió más de un millón de pesetas (6.000 euros) por lo que tuvo que deshacerse de gran parte de los inmuebles que había ido adquiriendo a lo largo de su carrera. En 2003, los médicos le confirmaron que tenía un tumor cerebral y una malformación arterial en las proximidades del cerebelo y que podía morir en cualquier momento. Pese al riesgo que suponía la intervención decidió operarse con microcirugía en Valencia. La recuperación fue lenta y con muchas complicaciones. Amparo sufrió dos aneurismas cerebrales, que le paralizaron la mitad del cuerpo. Más tarde recibió quimioterapia.
En 2005, presenta su libro de memorias La vida es el precio (Ediciones B), redactado con la ayuda del periodista y escritor Miguel Fernández, en el que repasa sin tapujos, directamente y sin eufemismos, una vida sentimental marcada por sus fracasos matrimoniales, su adicción a las drogas y su lucha contra la muerte. Tras publicar sus memorias se retiró a vivir a Málaga, donde permaneció alejada de los medios de comunicación. El 27 de febrero de 2011 falleció a la edad de 56 años. Fue incinerada el 1 de marzo de 2011 en el Parque Cementerio de Málaga (Parcemasa). Siete años antes había pronunciado una frase que resultó premonitoria: «Salí de casa con 18 años y volví, enferma, a morir entre los míos».

La suya fue una vida muy triste, muy destructiva y es que al final las sombras pudieron sobre las luces. Su ilusión era que la recordaran por sus trabajos y no por una carrera de autodestrucción que se ha cobrado la primera víctima: ella misma.
Beatriz Cortázar

La belleza frutal hirió de coz

mortal a otra princesa de barriada,

Miss Universo, Venus descarriada,

metáfora brutal de un siglo atroz.
Febrero quiso que Amparo Muñoz,

la malquerida, la tridivorciada,

la desamparo, la desamparada,

pusiera crisantemos en mi voz.
Prófuga de palabras y de besos,

aguafuerte sin panes y sin peces,

la muerte estaba loca por sus huesos.
Al cine se asomó, aunque menos veces

que a las páginas malvas de sucesos.

Descanse en paz que al fin se lo merece.
Joaquín Sabina

## Filmografía
Películas
| Año  | Película                                | Personaje                                          | Notas |
| ---- | --------------------------------------- | -------------------------------------------------- | --- |
| 1974 | Vida conyugal sana                      | Modelo publicitaria / Fantasía obsesiva de Enrique | Acreditada como Amparo Muñoz "Miss España" |
| 1974 | Tocata y fuga de Lolita                 | Lolita Villar                                      | |
| 1975 | Sensualidad                             | Ana                                                | |
| 1975 | Clara es el precio                      | Clara Valverde                                     | |
| 1976 | La otra alcoba                          | Diana                                              | |
| 1976 | Mauricio, mon amour                     | Doctora Verónica Anglada                           | |
| 1976 | Volvoreta                               | Volvoreta                                          | |
| 1977 | Del amor y de la muerte                 | Elena                                              | |
| 1977 | Acto de posesión                        | Berta                                              | |
| 1979 | El anillo matrimonial                   | Alba                                               | |
| 1979 | Mamá cumple cien años                   | Natalia                                            | Nominada - Premio Oscar a la mejor película extranjera Premio Especial del Jurado en el Festival de Cine de San Sebastián Medalla del CEC a la mejor película Ganadora - Mejor actriz secundaria en el Brussels Film Festival |
| 1979 | El tahúr                                | Alejandra                                          | |
| 1980 | Memorias de un visitador médico         | Magdalena                                          | |
| 1980 | Dedicatoria                             | Clara                                              | Nominada - Palma de Oro en el Festival de Cannes |
| 1981 | El Gran Triunfo                         | Rosita Montes                                      | |
| 1981 | La mujer del ministro                   | Teresa                                             | |
| 1981 | Como México no hay dos                  | Silvia Escandon                                    | |
| 1981 | Las siete cucas                         | Cresencia                                          | |
| 1981 | Trágala, perro                          | Sor Patrocinio                                     | |
| 1982 | Si las mujeres mandaran (o mandasen)    | Agustina                                           | |
| 1982 | Hablamos esta noche                     | Clara                                              | |
| 1982 | El gran mogollón                        | María Ángeles                                      | |
| 1982 | El diablo en persona                    | Lupita                                             | |
| 1983 | Todo un hombre                          | Laura Monteros                                     | |
| 1983 | Hayop sa ganda                          |                                                    | |
| 1983 | Se me sale cuando me río                |                                                    | |
| 1984 | El balcón abierto                       | La Mujer                                           | |
| 1985 | La reina del mate                       | Cristina                                           | |
| 1986 | Lulú de noche                           | Nina                                               | |
| 1986 | Delirios de amor                        | Angélica Durán                                     | |
| 1987 | Las dos orillas                         |                                                    | |
| 1987 | Los invitados                           | La catalana                                        | |
| 1987 | En penumbra                             | Helena                                             | |
| 1988 | La luna negra                           | Lilit                                              | Premier en el San Sebastián Film Festival Premio en Sitges Film Festival y Fantasporto Film Festival |
| 1989 | Al acecho                               | Marta                                              | |
| 1996 | Familia                                 | Carmen                                             | Debut como director de Fernando León de Aranoa Premier en Vancouver International Film Festival |
| 1996 | Licántropo: el asesino de la luna llena | Dra. Mina Westenra                                 | |
| 1997 | Fotos                                   | Rosa                                               | Mejor película en Sitges Film Festival Nominada - Mejor película en Brussels International Fantastic Film Festival |
| 1997 | Elles                                   | Maria                                              | Premier en el Palm Springs International Film Festival |
| 1999 | Tierra de cañones                       | La Cantero                                         | |
| 2000 | Un paraíso bajo las estrellas           | Olivia                                             | Premier en Sundance Film Festival |

Televisión
| Año  | Película                      | Papel          |
| ---- | ----------------------------- | -------------- |
| 1968 | Hora once                     |                |
| 1976 | Las aventuras del Hada Rebeca |                |
| 1982 | Sonata de estío               | Niña Chole     |
| 1983 | Las pícaras                   |                |
| 1983 | Sonatas                       | Niña Chole     |
| 1987 | Vida privada                  | Concha Pujol   |
| 1989 | Brigada central               | Marisa         |
| 1993 | Los cuentos de Borges         | Gracia         |
| 2006 | El cas de la núvia dividida   | Sra. Hardisson |

Teatro
| Año  | Obra                    | Personaje    | Notas                                      |
| ---- | ----------------------- | ------------ | ------------------------------------------ |
| 2000 | La habitación del hotel | Karen Wright | Debut teatral, dirigida por Manuel Galiana |